# Apartament (film 1996)
Apartament (fr. L'appartement) – francusko-hiszpańsko-włoski thriller z 1996 roku w reżyserii Gilles'a Mimouniego. Zdjęcia kręcono w Paryżu.

## Opinie o filmie
- Kultura (dodatek do Dziennika Polska-Europa-Świat)[1]

Miłosne trójkąty, czworokąty i pięciokąty to zdecydowanie francuska specjalność. Tym razem dodatkowo przyprawiono mroczną atmosferą. Wciągające i pociągające.